# シャルル・ド・ラ・フォッス
シャルル・ド・ラ・フォッス（Charles de La Fosse、姓はDelafosseとも、1636年6月15日 -  1716年12月13日）はフランスの画家である。

## 略歴
パリで生まれた。少年時代からルイ14世の筆頭宮廷画家、シャルル・ルブランの工房で働いた。1650年代にはルブランのもとでパリの神学校(Priesterseminar St. Sulpice)やランベール館(Hôtel Lambert)の装飾画を描いた。ルブランの推薦でイタリアへの留学でき、1658年から1663年までイタリアに滞在し、1660年まではローマで、巨匠たちの作品を研究し、その後、パルマ、ヴェネツィアに滞在した。
フランスに帰国後、ルブランのもとでパリのテュイルリー宮殿（19世紀末に焼失）やベルサイユ宮殿の装飾画の仕事をした。1673年に王立絵画彫刻アカデミーの会員に選ばれ、翌年、パリのエコール・デ・ボザールの教授に任命された。
1689年から1692年の間、イギリスの衣服長官の初代モンタギュー公爵に依頼されてイギリスに渡り、モンタギュー・ハウスの再建にかかわった。1690年にシャルル・ルブランが亡くなった後、オテル・デ・ザンヴァリッドを完成させていた有力な建築家のジュール・アルドゥアン＝マンサールはルブランの後任としてド・ ラ・フォッスをフランスに呼び戻し装飾画の仕事を依頼した。アルドゥアン＝マンサールの推薦によって1702年に王立絵画彫刻アカデミーの学部長になった。その後も多くの装飾画を描いた。

## 作品

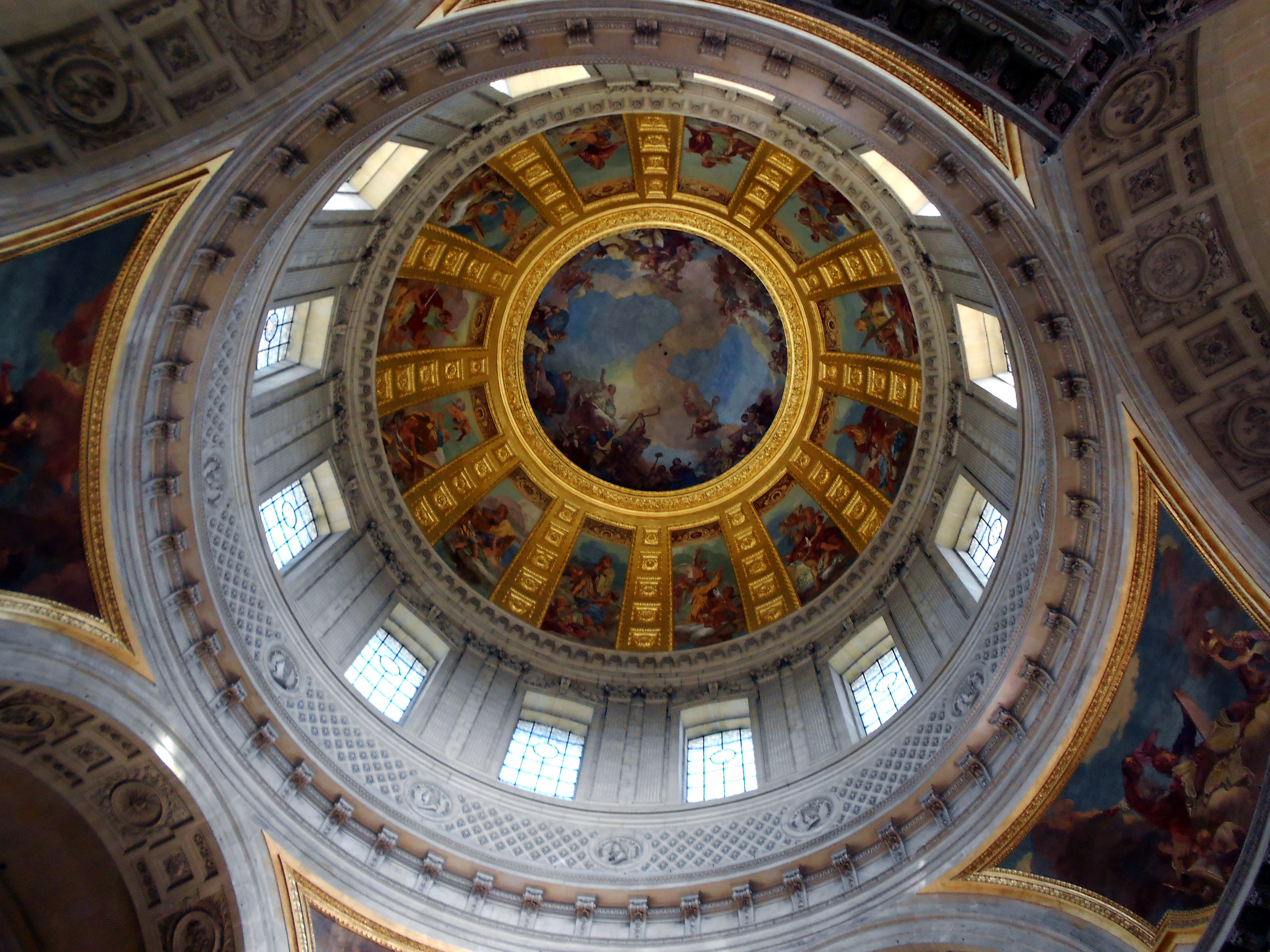
オテル・デ・ザンヴァリッドのドームの天井画
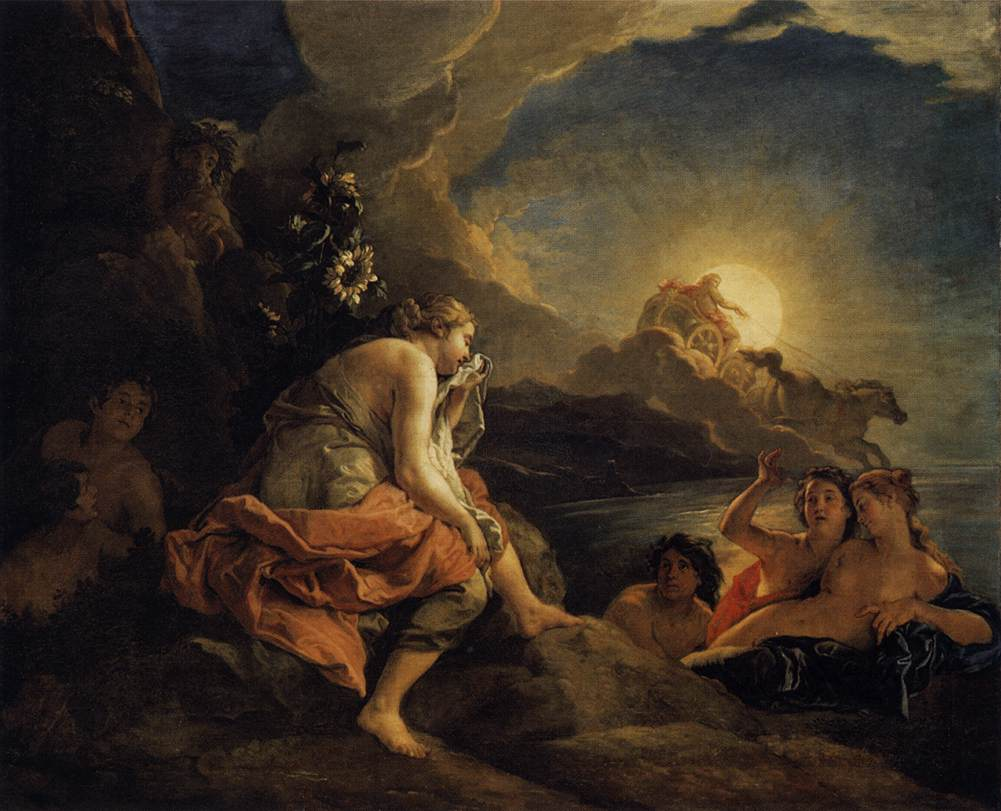
ひまわりになるクリュティエ (1688)
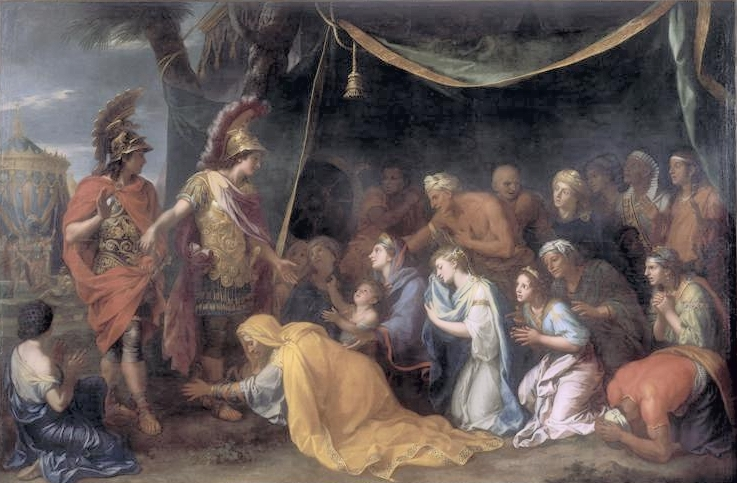
アレクサンダー大王の前のダレイオス3世の家族

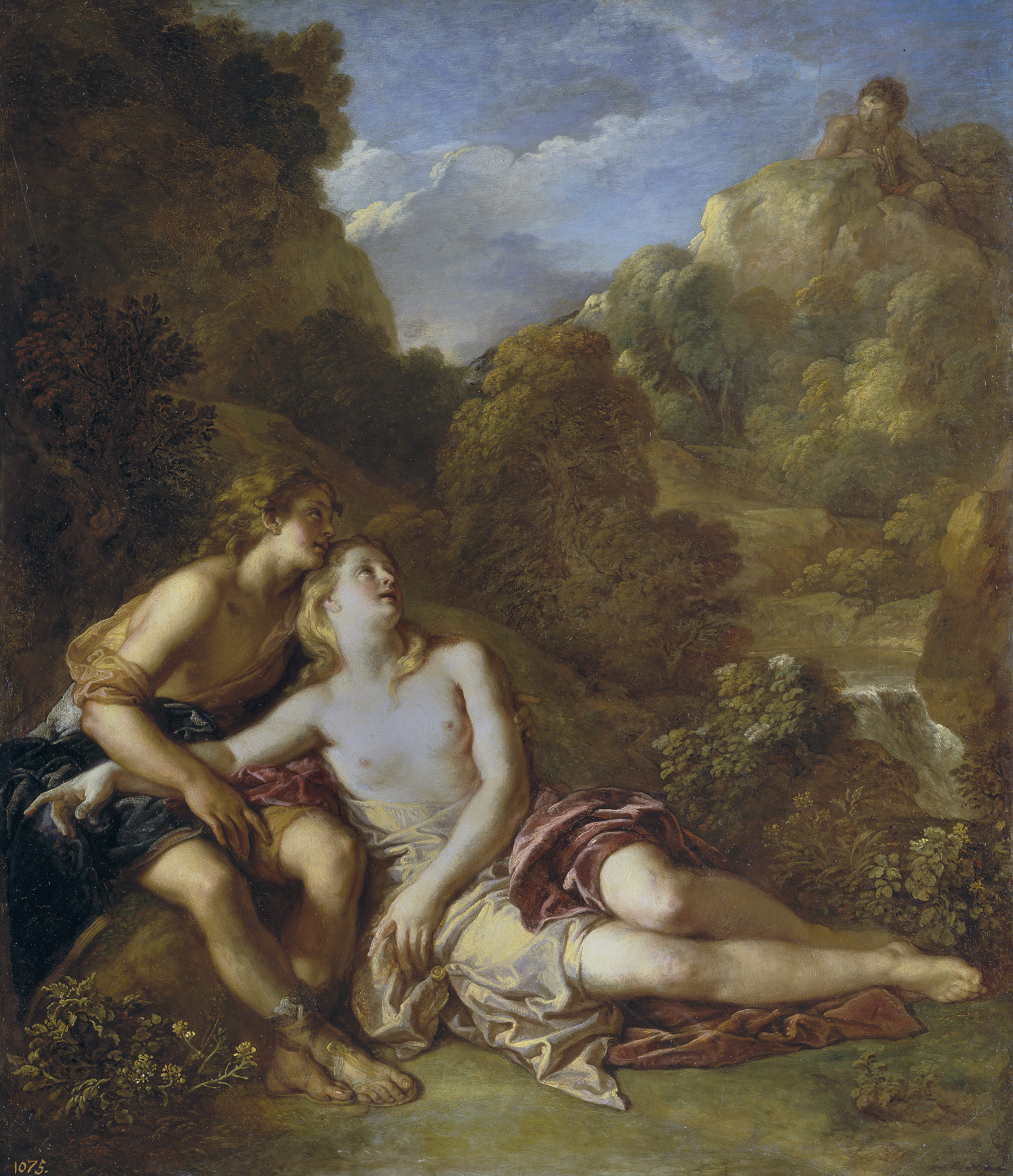
アーキスとガラテイア
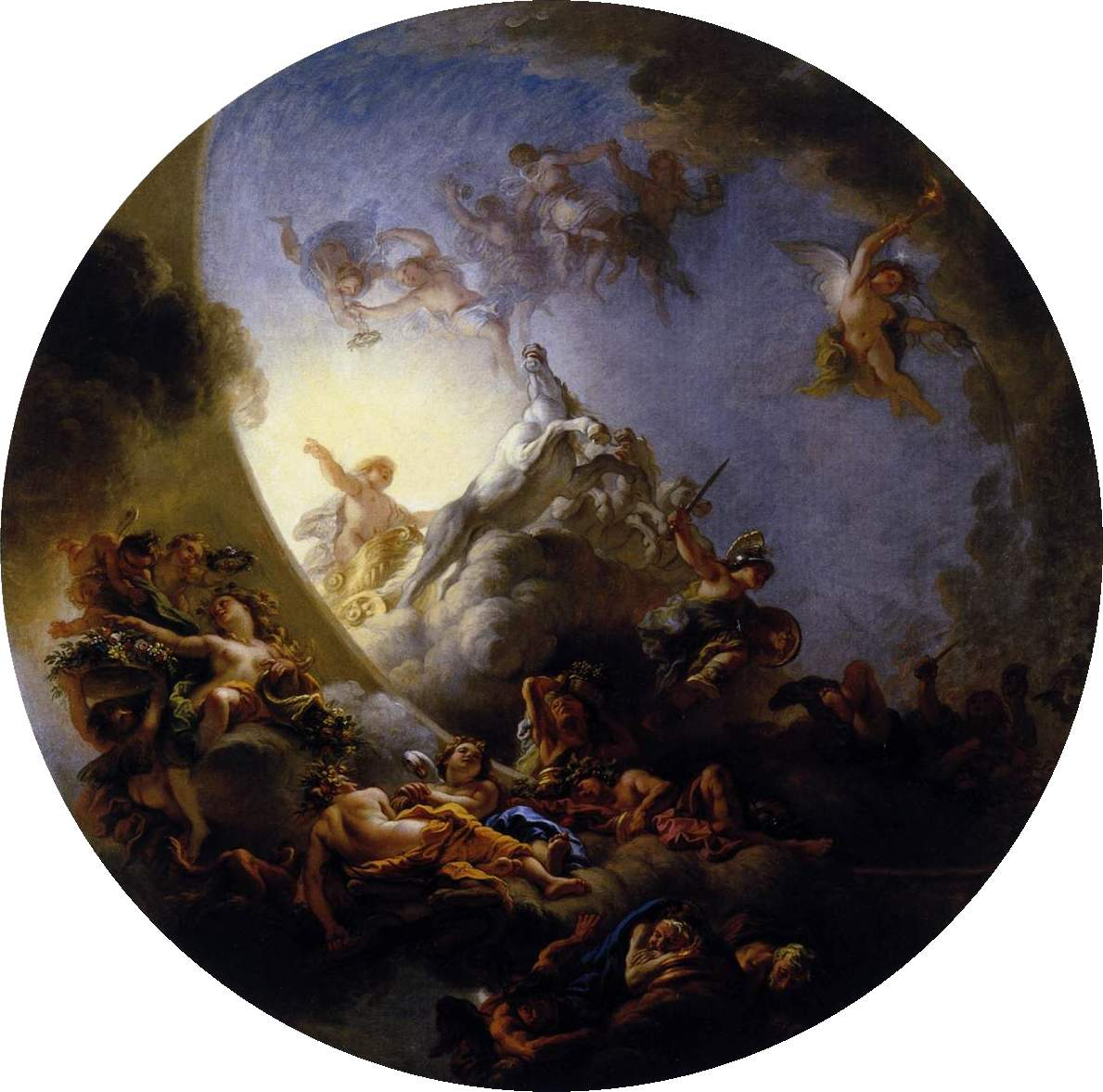
Sunrise with the Chariot of Apollo(c.1672)
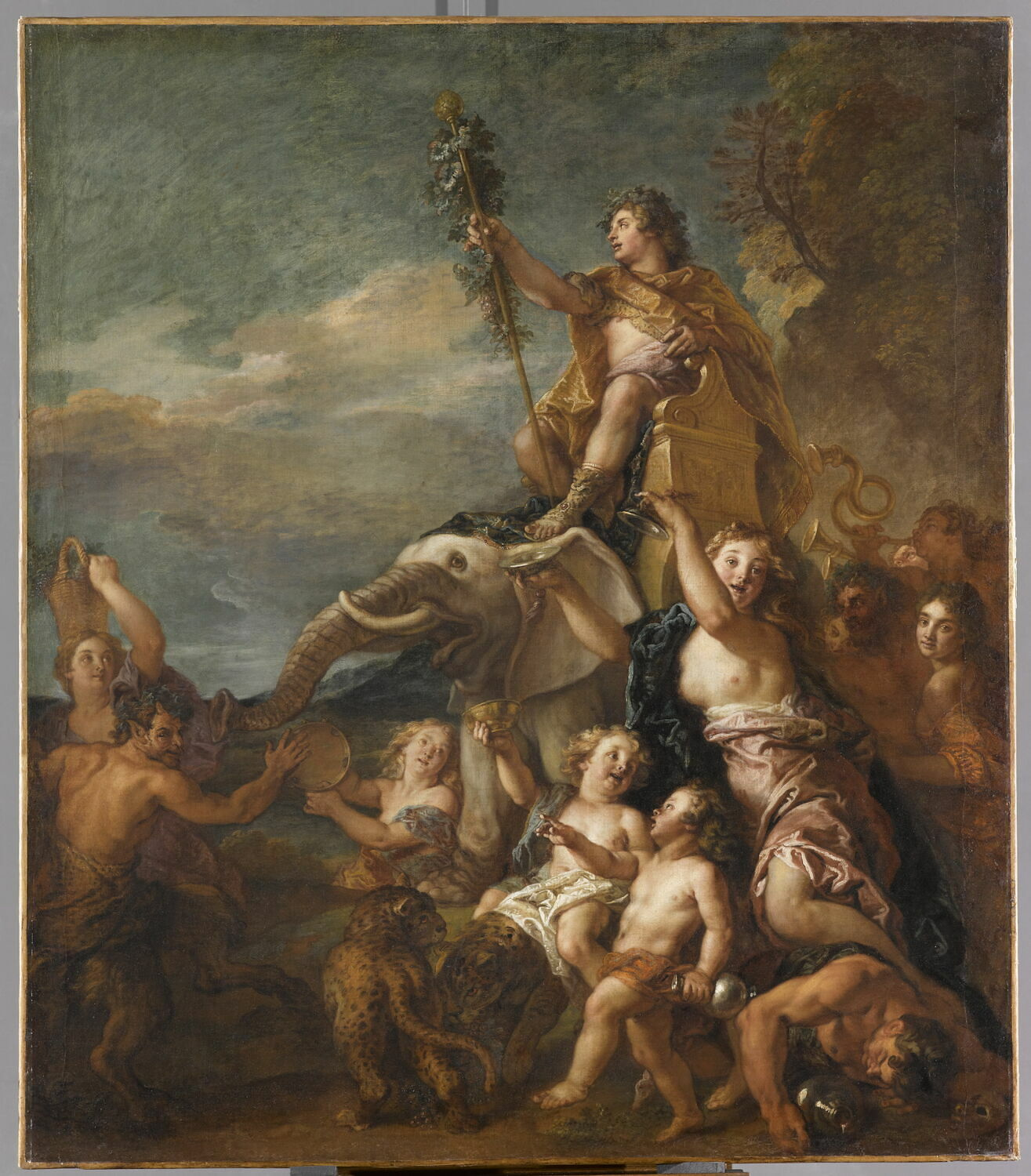
バッカスの勝利
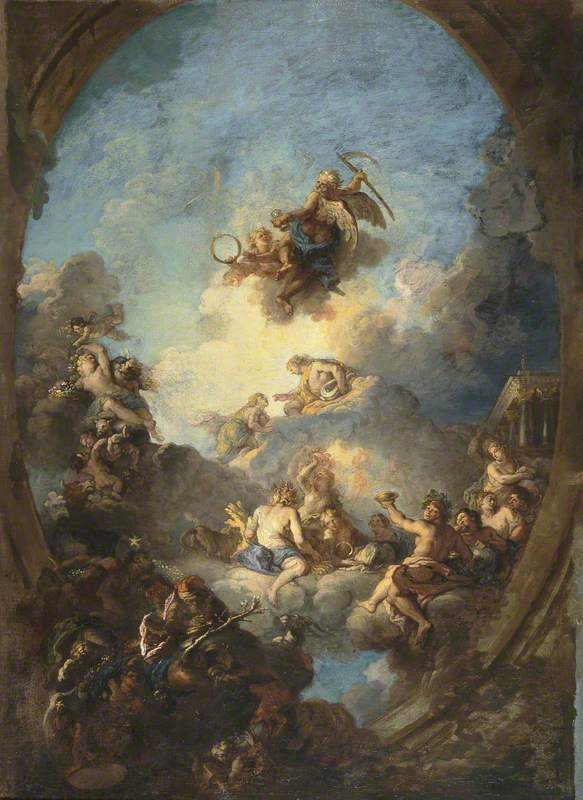